# Antonio Saccardo
Antonio Saccardo (Thiene, 13 dicembre 1974) è un ex cestista italiano.

## Carriera
Pivot di 216 cm, debuttò in Serie A1 nella stagione 1993-1994  con la maglia della Juvecaserta, scendendo in campo prevalentemente dalla panchina in 17 gare di regular season e 7 di play-out. La squadra campana quell'anno retrocesse, e Saccardo rimase in bianconero in Serie A2 fino al 1998, anno in cui si trasferì a Barcellona Pozzo di Gotto per disputare un'annata in cui i siciliani conquistarono la promozione in A2. Saccardo però rimase in giallorosso solo quell'anno, poiché nel 1999 tornò a Caserta, per giocare prima due anni sponda LBL tra Serie B2 e B1, e poi due anni alla Falchetti Caserta, anche in questo caso prima in B2 e poi in B1.
Iniziò la stagione 2003-2004 al Basket Napoli tornando così a militare nella massima serie, ma in realtà giocò solo una partita, in quanto era il quinto lungo in rosa. A stagione in corso passò dunque alla Virtus Ragusa in Legadue, dove chiuse il campionato.
Saccardo scese poi in B2 per i suoi primi due anni a Catanzaro, quindi un rapido inizio di stagione 2006-2007 a San Severo, prima di trasferirsi a Ferentino già nel mese di novembre. Nel 2007-2008 è tornato a Catanzaro in B2, quindi tre anni alla Mens Sana Campobasso fra Serie C Dilettanti e B Dilettanti, infine un nuovo ritorno a Catanzaro in Divisione Nazionale C.